# Lakewood (New Jersey)
Lakewood – gmina na prawach miasta (township) w USA, w stanie New Jersey, na wybrzeżu Oceanu Atlantyckiego, nad rzeką South Branch Metedeconk (dopływ rzeki Metedeconk). Około 93 tys. mieszkańców (2010). Powierzchnia 65,1 km².
Lakewood jest gminą na prawach miasta od 1892 roku. Na przełomie XIX/XX wieku znana była jako jeden z ośrodków zimowych w regionie Nowego Jorku. Jest to jeden z ośrodków ortodoksyjnego judaizmu, którego wyznawcy stanowią prawie połowę populacji gminy. W skład gminy wchodzi Lakewood - jednostka osadnicza (c-d p).

Położenie gminy (township) w hrabstwie Ocean